# Ost Klub

Logo

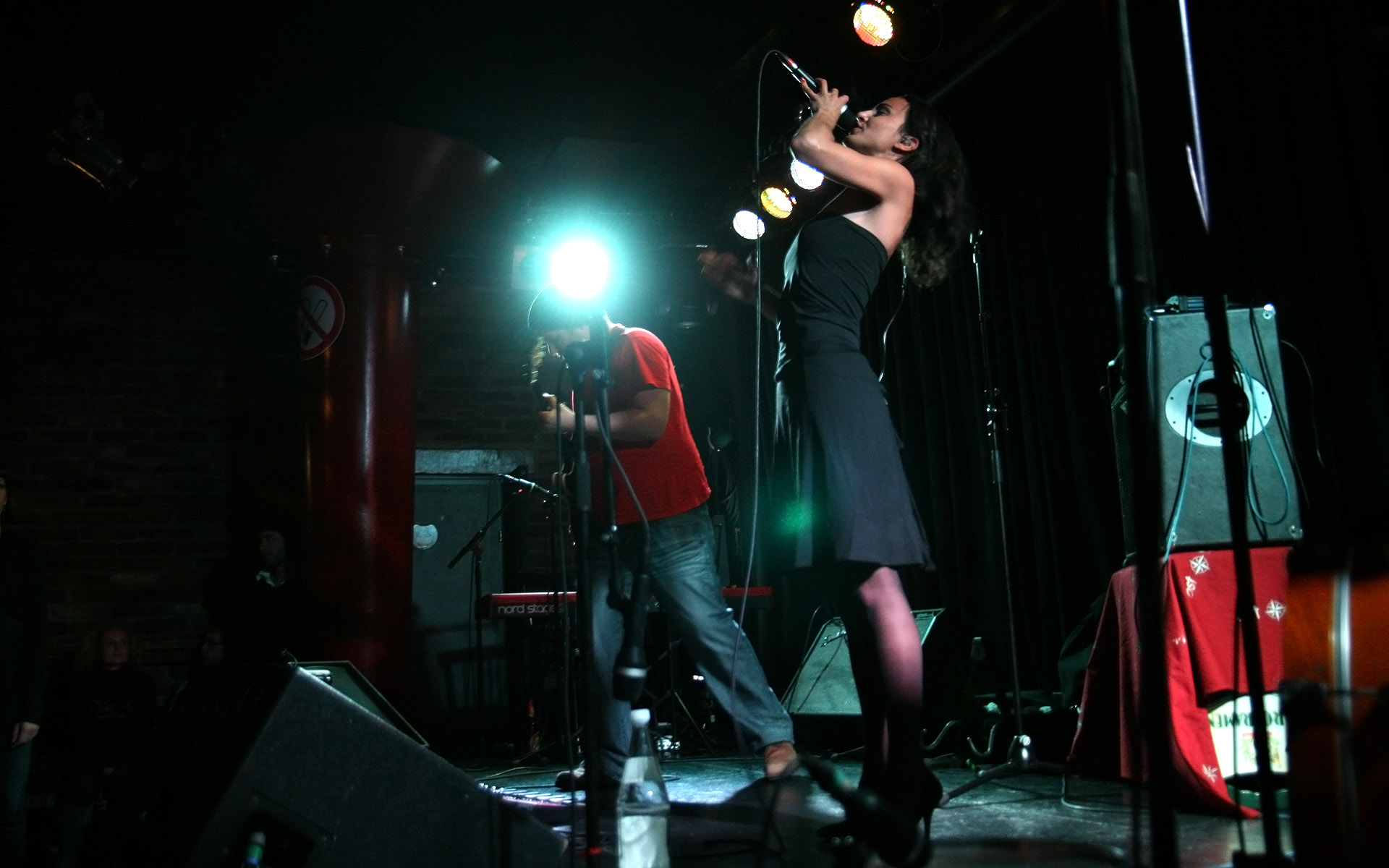
SAEDI im Ost Klub (2011)

Der Ost Klub war ein Kulturclub am Schwarzenbergplatz im 4. Wiener Gemeindebezirk Wieden. Der Klub war auf moderne osteuropäische Musik spezialisiert.
Ursprünglich befanden sich an dieser Anschrift die im Keller gelegenen Musikclubs Atrium, Papas Tapas, Zugabe und Wurlitzer. Die vier Lokale wechselten im Frühjahr 2004 den Besitzer und wurden komplett saniert. Ein Jahr später wurden die vier ehemaligen Diskotheken zum Ost Klub zusammengelegt. Der Ost Klub sollte – nach Eigenbeschreibung – musikalisch an die historische Rolle Wiens als Brückenpfeiler zwischen Orient und Okzident anknüpfen. Insgesamt bestand der Ost Klub aus 900 m2 Fläche, fasste bis zu 700 Personen und bot 300 Sitzplätze. Das Programm des Ost Klub reichte von regelmäßigen Konzertveranstaltungen über Theatervorstellungen bis hin zur Produktion von Tonträgern. Durch Auftritte im Ost Klub wurde die Wiener Gruppe Russkaja bekannt.
Am 4. Juli 2014 schloss der Ost Klub auf Grund von Anrainerbeschwerden. Das Lokal ist heute als „Weinclub“ wieder eröffnet.